# Лисицын, Юрий Павлович
Ю́рий Па́влович Лиси́цын (12 марта 1928, Клин, Московская область — 2 сентября 2013) — советский и российский специалист в области социальной гигиены. Доктор медицинских наук, профессор (1967). Академик РАМН (до 1992 года — АМН СССР; 11.12.1986, чл.-корр. с 1975). Член Петровской академии наук и искусств.

## Биография
Родился 12 марта 1928 года в городе Клин Московской области.
В 1952 году окончил лечебный факультет 1-го ММИ, затем там же аспирантуру.
Работал в Институте организации здравоохранения и истории медицины имени Н. А. Семашко (ныне Национальный НИИ общественного здоровья).
С 1963 по 2011 гг. заведовал кафедрой общественного здоровья и здравоохранения 2-го МГМИ (ныне — РНИМУ) им. Н. И. Пирогова.
В 1972—1981 годах — директор Всесоюзного научно-исследовательского института медицинской и медико-технической информации (ВНИИМИ).
В 1973—2013 годах — президент Конфедерации историков медицины (международной) (Международного (ранее — Всесоюзного) общества историков медицины).
В 1981—1988 годах — директор Центрального издательства «Медицина».
В 1995—2000 годах — директор Института истории медицины РАМН.
Скончался 2 сентября 2013 года в Москве. Похоронен на Даниловском кладбище.

## Научная деятельность
В 1955 году защитил кандидатскую, в 1966 году — докторскую диссертацию. В 1967 году получил учёное звание «профессор».
Ю. П. Лисицын — один из основоположников науки о социальных основах здравоохранения. Им создана крупная научная школа в области социальной гигиены (медицины), организации здравоохранения и истории медицины. Под его руководством защищено более 100 кандидатских диссертаций, в работе над 60 докторскими диссертациями он выступал как консультант.
Автор более 600 научных работ. Среди направлений научной деятельности:
- история основных направлений медицины и здравоохранения XX в., методологический анализ общих теорий и концепций медицины за рубежом,
- санология, проблемы алкоголизма и наркомании.
- эволюция общих типов (профилей) патологии — эпидемического, неэпидемического, смешанного,
- воздействие образа жизни на формирование здоровья.

Разрабатывал (совместно с В. П. Петленко) детерминационную теорию медицины как теория адаптивного реагирования-отражения.

## Сочинения
- Лисицын Ю. П. А. Я. Кожевников и московская школа невропатологов. — М., 1961.
- Лисицын Ю.П. Социальная гигиена и организация здравоохранения. — М.: Медицина, 1973. — 456 с.
- «Демографический взрыв и народонаселение» (1978)
- Лисицын Ю.П. Здоровье населения и современные теории медицины. — М.: Медицина, 1982. — 328 с.
- Лисицын Ю.П., Копыт Н.Я. Алкоголизм. — М.: Медицина, 1983. — 264 с.
- Лисицын Ю.П., Жиляева Е.П. Союз медицины и искусства. — М.: Медицина, 1985. — 192 с.
- Лисицын Ю.П. Слово о здоровье. — М.: Советская Россия, 1986. — 192 с.
- Лисицын Ю.П., Сидоров П.И. Алкоголизм (медико-социальные аспекты). — М.: Медицина, 1990. — 528 с. — ISBN 5-225-00355-9.
- Лисицын Ю.П. Теории медицины XX века. — М.: Медицина, 1999. — 176 с. — ISBN 5-225-04508-1.
- Лисицын Ю.П. Общественное здоровье и здравоохранение. — М.: Медицина, 2002. — 416 с. — ISBN 5-225-04552-9.
- Лисицын Ю.П. Здравоохранение в XX веке. — М.: Медицина, 2002. — 216 с. — ISBN 5-225-04136-1.
- Лисицын Ю.П. Психологическая медицина. — М.: Медицина, 2004. — 148 с. — ISBN 5-225-04790-4.
- Лисицын Ю.П. История медицины. — М.: Гэотар-Мед, 2004. — 400 с. — ISBN 5-9231-0348-6.

## Награды и звания
Заслуженный деятель науки Российской Федерации. Награждён орденом Трудового Красного Знамени, двумя орденами «Знак Почета», лауреат премий РАМН имени Н. Семашко, Минздравов СССР и РФ.